# Longobárdok

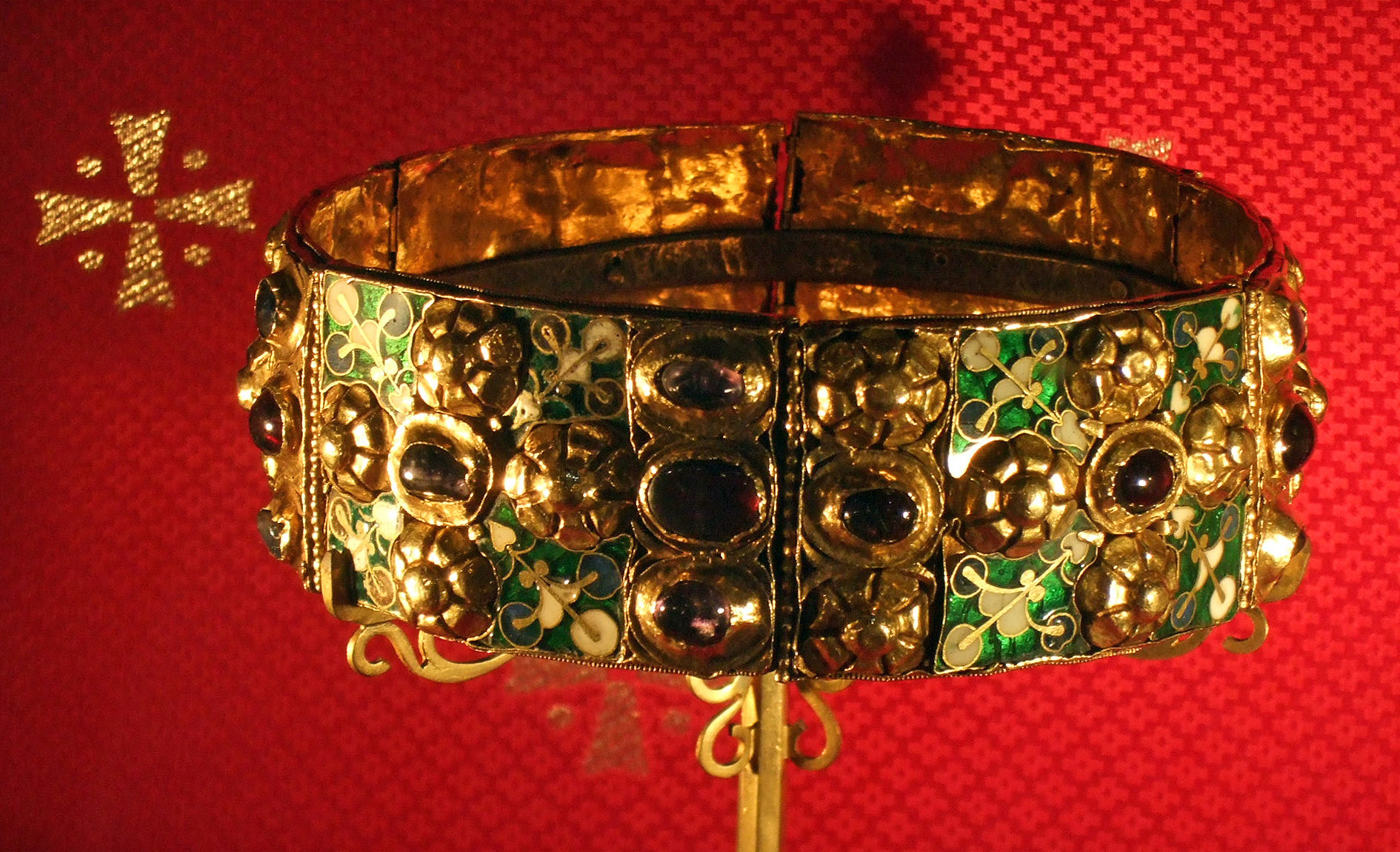
A longobárd királyok vaskoronája (Corona Ferrea), Európa egyik legrégebbi antik ereklyéje és királyi jelképe

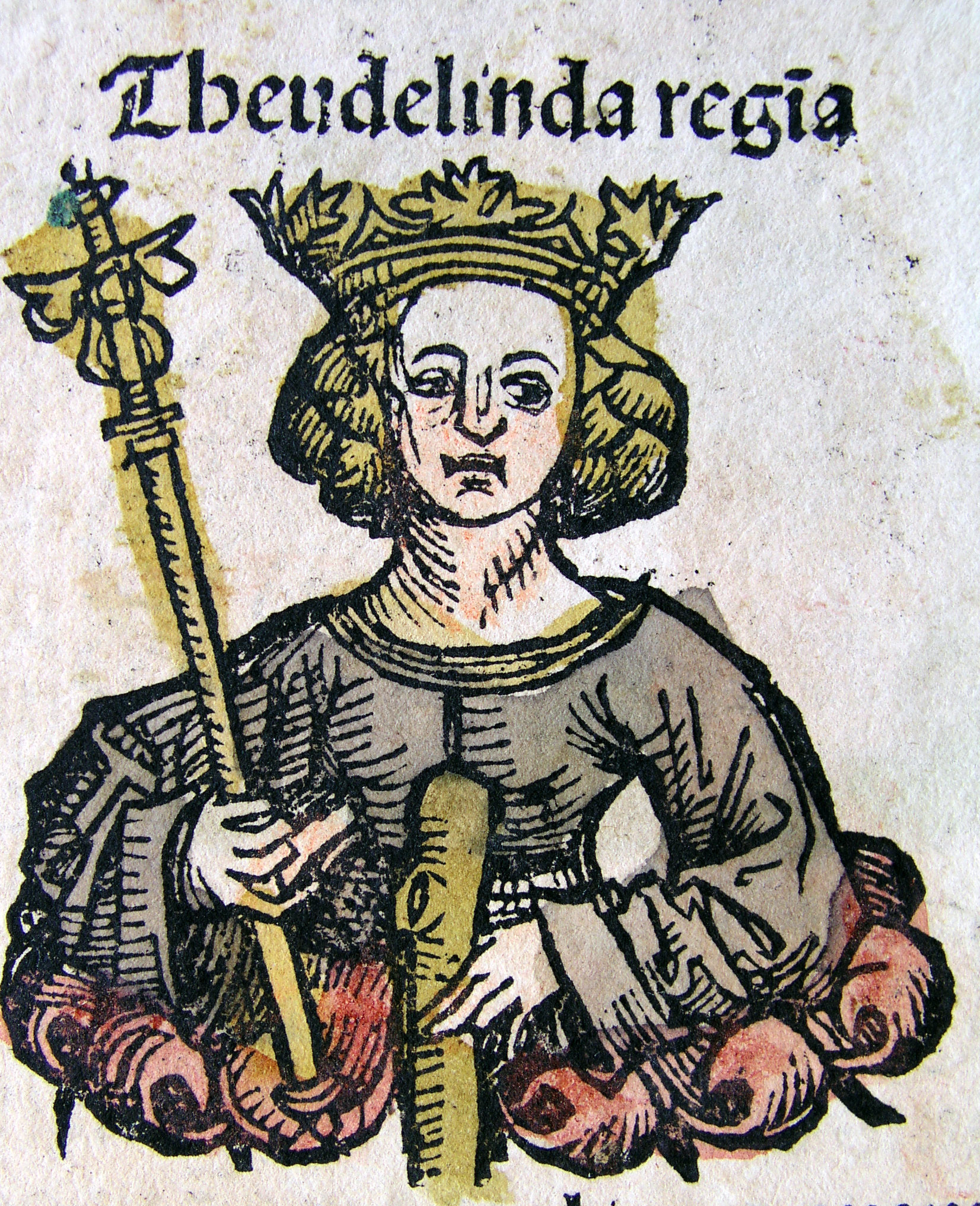
Theodelinda királynő

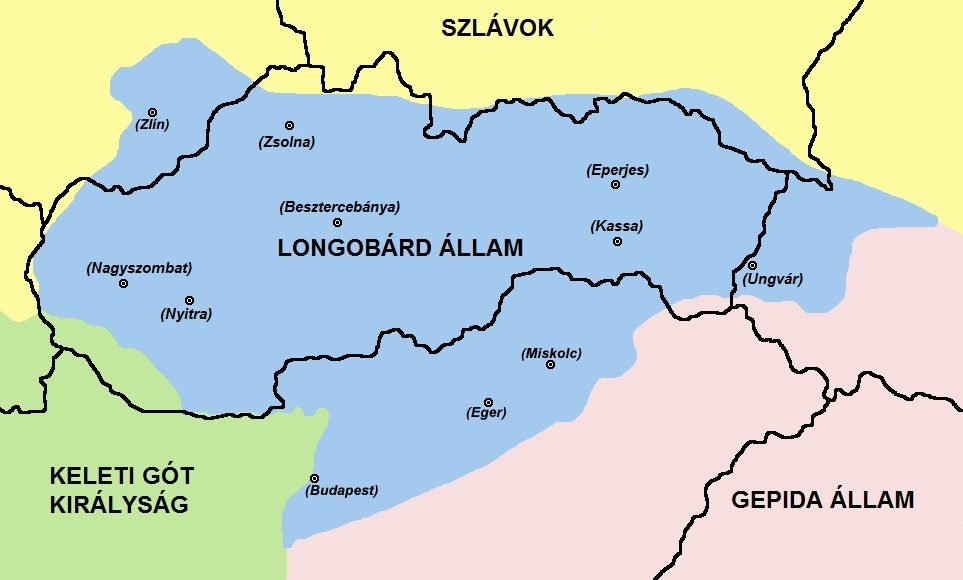
A longobárd állam 526-ban, mai térképen ábrázolva

Itália Alboin halálakor (572)

A longobárdok vagy langobárdok, röviden lombardok a germán népek közé tartozó népcsoport. Nevüket hosszú szakállukról kapták (vö. angol 'long beard'). Eredetük, rokonságuk szerint az északi és a nyugati germánok között is említik őket, az utóbbi esetben a szvébek rokonaiként.

## Történetük
Azoknak a germán népcsoportoknak, akiket később longobárdoknak neveztek el, első ismert szállásterülete a Jütlandi-félszigeten volt. A rómaiak i. sz. 5 körül még Winnilesnek nevezték őket. Az i. sz. 2. században az Elba alsó folyása mentén tűntek fel. Innen dél felé vándoroltak és eljutottak Morvaországig és Alsó-Ausztriáig, majd a 2. század második felében Pannóniáig nyomultak előre. A dunántúli római limes közelében lévő településeikhez a következő időszakban az elbai és türingiai germánok újabb csoportjai csatlakoztak. Az 5. század közepén ezek a népcsoportok közös etnikai arculatot alakítottak ki. Langobardoknak ('hosszúszakállúak') első ízben 488-ban nevezték a Noricumtól (Alsó-Ausztria) északra élő csoportjaikat. 512-ben Tato király vezetésével legyőzték a herulokat, 546-ban pedig legyőzték a gepidákat, független királyságot hozva létre a Dunántúlon. 551-ben Bizánccal szövetségben döntő vereséget mértek Turisind gepida király csapataira.
557-ben Alboin lett a longobárdok vezetője, aki Bajánnal, az avarok fejedelmével szövetkezett a gepidák és Bizánc ellen. A gepida királyságot sikerült megsemmisíteni, a longobárdok új szomszédjai az avarok lettek, akik azonban veszélyes szomszédnak tűntek, így 568-ban valamennyi longobárd törzs, más, kisebb germán csoportokkal együtt mintegy 30-40 ezer ember, elhagyta Pannóniát, itáliai hadjáratra vonultak, és ott a bizánciaktól elhódított Pavia központjával királyságot alapítottak (572).
Megtelepedésük helyszíne a Pó medencéje, Észak-Toszkána és Umbria volt. Cleph király halála után, 574-ben államuk több hercegségre darabolódott fel, s tíz évig nem ült uralkodó a longobárd trónon. Végül 584-ben ismét királyság lett, s Authari király alatt jó kapcsolatai alakultak ki északi szomszédaival. Utóda Agilulf legyőzte az uralma ellen lázongó hercegeket, majd I. Gergely pápa közbenjárására felvette a katolikus vallást az addigi arianus helyett. 643-ban Rothari király kodifikálta a longobárd népjogot (Edictum Rothari).
Hatalmuk tetőpontja a 7. század második felében, I. Grimoald idején teljesedett ki. A longobárd birodalom bukását a római pápával való szembekerülés okozta. Liutprand király fejébe vette egész Itália meghódításának tervét, amiért összekülönbözött a pápával. Habár Liutprand nem tudta tervét megvalósítani, utóda Aistulf 751-ben elfoglalta Ravennát, véget vetve ezzel az itáliai bizánci uralomnak, majd ostrom alá vette Rómát is. A várost csak Kis Pippin frank király beavatkozása mentette meg. Emiatt a longobárdok és frankok viszonya megromlott, aminek eredménye az lett, hogy 773–774-ben Nagy Károly frank király meghódította a Longobárd Királyságot, amely így beolvadt a Frank Birodalomba, a longobárd nép pedig összeolvadt a helyi lakossággal, az olasz nép egyik ősévé válva. Nevüket Lombardia őrizte meg.
A longobárd nép történetét a longobárd Paulus diakónus írta meg, Nagy Károly udvarában.

## Nyelvük
A legkésőbb 1000 körül kihalt longobárd nyelv a nyugati germán nyelvek elbai csoportjához tartozott és az alemannok dialektusához állt a legközelebb. A longobárd államban a latin volt a közigazgatás, az egyház és a műveltség nyelve, saját nyelvükön írásuk nem alakult ki. A longobárd nyelvemlékek elsősorban a latin dokumentumokban előforduló elemek, helység- és személynevek, amelyek sokfelé máig fennmaradtak Olaszországban. A modern olasz nyelv is számos longobárd eredetű szót foglal magába.